# Code: Breaker
Cøde:Breaker (яп. コード：ブレイカー Ко:до : Бурэйка:) — манга Акиминэ Камидзё, публиковавшаяся с 9 июня 2008 года по 17 июля 2013 года, в журнале Weekly Shonen Magazine издательства Коданся. В США лицензирована издательством Del Rey.
7 октября 2012 года состоялась экранизация манги. Всего 13 серий по 25 минут.

## Сюжет
Во время поездки в автобусе Сакура Сакуракодзи становится свидетелем того, как несколько людей заживо сгорает в синем пламени, а невредимым остаётся лишь один парень. Однако на следующий день она не находит нигде упоминания о случившемся и в свою очередь узнаёт, что там был зафиксирован лишь небольшой пожар. Отправившись в школу, она с удивлением узнаёт, что тот самый молодой человек, Рэй Огами, отныне является её одноклассником.

## Персонажи
Сакура Сакуракодзи (яп. 桜小路 桜 Сакурако:дзи Сакура) — Главная героиня аниме и манги. Она является человеком, правда, не совсем обычным. У Сакуры имеется некая сверх-сила, подобная Крушителям, которая служит неким барьером для девушки, но при этом прочая сверхсила на неё не действует. Также Сакура единственный человек, который знает о существовании «Эдема». Сакуракодзи выросла в приёмной семье, которая нашла маленькую Сакуру у дверей своего дома несколько лет назад. Всё это время девушка жила в особняке, в семье с самурайскими обычаями, с раннего детства учась борьбе айкидо, возможно именно поэтому она имеет такой характер. Сакура очень уверенная в себе девушка, у которой обострено чувство справедливости. Именно она сказала, что обязана приглядывать за Огами, а также останавливать его, чтобы тот никого не убивал. Очень любит вкусно и сытно поесть. Всегда держит своё слово.
- Сэйю: Ёко Хикаса

Хитоми (яп. 仁美 Хитоми) — экс-Код: 01. Бывший Крушитель «Эдема», ранее сбежавший из него, в целях спастись от нападения агентов. Хитоми добрый и ответственный человек, но огромное количество смертей на его памяти, обман и несправедливость властей «Эдема» по отношению к Крушителям, которыми Хитоми так сильно дорожил, в конечном счёте, сбили его с толку и заставили пойти жестоким путём против «Эдема», Крушителей и даже обычных людей. Имеет сверхспособность во власти над молнией. Когда-то считался самым сильным в истории Крушителем. Любимая фраза: «Зачем тратить время на такую ерунду, если вместо этого можно поспать?». После ухода из «Эдема» стал сотрудничать с Юкихиной. Погибает из-за Код: Конца. 
- Сэйю: Синъитиро Мики

Масаоми Хэйкэ (яп. 平家 正臣 Хэйкэ Масаоми) — Код: 02. После ухода Хитоми из «Эдема» стал считаться главным среди Крушителей. По характеру он спокоен и рассудителен. Любит эротическую мангу и прочие вещи, связанные с этим. Имеет сверх-способность во власти над светом, световыми лучами. Хэйкэ относится к типу людей, которые много слушают, нежели много говорят. Также, работает в школе, где учится Сакуракодзи, скорее всего, с целью наблюдать за девушкой и защищать её, когда это потребуется. Как верно заметил Токи, его главной отличительной приметой является отсутствие бровей. Любит пить чай за столиком в школе Сакуракодзи и наблюдать за учениками и учителями. Часто даёт хорошие и направляющие советы. Часто говорит стихами. Позже выяснилось, что Хейке бессмертен, и является одним из основателей "Эдема".
- Сэйю: Субару Кимура

Юки Тэмпоин (яп. 天宝院 遊騎 Тэмпоин Ю:ки) — Код: 03. Юки очень любит котов, один раз он даже выиграл в автомате с мягкими игрушками всех игрушечных котов, а после не забрал их, со словами: «Я спасу всех котиков, а после можете оставить их себе». Позже стал считать Сакуракодзи своим другом по этой же причине. Когда Сакура заступалась за своих новых знакомых из «Эдема», и, говоря, «Я защищу своих друзей», она напомнила Юки слова некого Нянмаро-Котёнка из его любимого мультика про котов, который также был готов защитить своих друзей и противостоять противнику. Имеет сверхспособность во власти над звуковыми волнами. На самом деле владелец крупной компании, и в связи с этим невероятно богат. 
- Сэйю: Тосиюки Тоёнага

Токи Фудзивара (яп. 藤原 刻 Фудзивара Токи) — Код: 04. Токи грубоватый, но весёлый парень, который стал Крушителем с целью защитить свою сестру. Премьер-министр «Эдема» является его родным отцом. Главной отличительной чертой Токи являются его глаза разного цвета. Токи довольно вспыльчивый и в меру нагловатый парень, он любит быть в центре внимания и часто зовёт себя Супергероем. Соперничает с Рэем, одновременно утверждая, что они друзья. Токи испытывает интерес к Сакуракодзи первое время и ведёт себя, подражая сестре, дабы поближе познакомиться с Сакурой. Имеет сверхспособность управлять магнитными полями. Он ненавидит обман и ложь, всегда готов горой стать за своего друга, порвав противника в клочья без всякого сожаления.
- Сэйю: Кэнъити Судзумура

Руй Хатиодзи (яп. 八王子 泪 Хатио:дзи Руй) — Код: 05. Второе имя — Принц. Женский голос и приятные черты лица уживаются одновременно в этом персонаже с мужским характером. Одно другому не мешает, на то он и есть Принц. Однако, в OVA показано, что принц является девушкой. Из всех Крушителей, пожалуй, самая таинственная. Имеет сверхспособность во власти над тенью, некими чёрными лучами. В точности её сверхсилу описать сложно, но применяет она её с помощью чёрной Косы. Всегда путешествует на своём мотоцикле, практически не слезает с него на протяжении всего сюжета. На некоторое время была вынуждена притвориться мёртвой, для осуществления плана противостояния Крушителей с Хитоми. Очень добрая и улыбчивая. Любит порядок и аккуратность во всём. 
- Сэйю: Мицуки Сайга

Рэй Огами (яп. 大神 零 О:гами Рэй) — Код: 06. Считается вторым главным персонажем аниме и манги. Рэй самый серьёзный и скрытный персонаж из Крушителей. Он абсолютно безжалостно убивает всех, кто этого заслуживает, а также тех, кого поручит убить «Эдем». Когда Сакуракодзи увидела, как Рэй сжигает заживо людей, тот решил перевестись в школу Сакуры, дабы та ничего никому не разболтала. Позже, когда Огами узнаёт, что Сакура является особенной девушкой, стал защищать её. Считает, что человек должен уверенно идти к своей цели, должен быть благодарным за возможность жить и ценить это. Неизвестно, почему Рэй стал Крушителем, как он сам отвечал на этот вопрос: «Чтобы уничтожать зло». Но Огами также утверждает, что Крушители тоже являются злом. Имеет сверхспособность во власти над синим пламенем. Из Крушителей считается самым младшим и самым слабым. На самом деле, его силой является "Семь Смертных Грехов", что дает ему власть над семью видами огня с различными свойствами.
- Сэйю: Нобухико Окамото

Юкихина (яп. 雪比奈 Юкихина) — Код: Ре. Юкихина не является официальным Крушителем. Он скорее просто человек со сверхсилой. Имеет сверхспособность во власти надо льдом, снегом. Юкихина спокоен и ответственен, всегда выполняет то, что от него требуется. Долгое время сотрудничает с Хитоми, помогая тому осуществить свой план. Никогда не снимает со своей головы капюшон. Раньше работал с Хейке, пока тот не украл его жизнь, сделав того бессмертным. Настоящей способностью является формирование воды, с помощью которой может управлять тремя агрегатными состояниями воды. В конце истории Хейке вернул ему жизнь. 
- Сэйю: Кэндзиро Цуда

Аоба Такацу (яп. 高津 あおば Такацу Аоба) — Лучшая подруга Сакуры и её одноклассница. Подумав, что Сакура влюбилась в Рэя, захотела свести их друг с другом, искренне радуясь за подругу. Также подключила весь класс к организации приветственной вечеринки для Рэя, желая поздравить его с переводом в новую школу и дав надежду на то, что парень может положиться на свой класс, своих новых друзей. Аоба очень весёлая и романтичная. Позже выясняется, что она Код: Мститель. 
- Сэйю: Эри Сэндай

Нэнэнэ Фудзивара (яп. 藤原 寧々音 Фудзивара Нэнэнэ) — экс-Код: 04. Старшая сестра Токи (хотя ведет себя и выглядит младше) и подруга Сакуры. Когда Токи стал Крушителем, память Нэнэнэ была стёрта и она забыла о его существовании, так как людям запрещено знать о существовании «Эдема» и всего, что с ним связано. Её отличительной чертой являются глаза разного цвета, такие же, как у брата, а также очки. Очень милая и нежная девушка, но со своими странностями. Например, она всегда называет груди Сакуры именами — Хи-тян и Ми-тян. Любит сладости.
- Сэйю: Юкана